# Équipe cycliste São Francisco Saúde-SME Ribeirão Preto
L'équipe cycliste São Francisco Saúde-SME Ribeirão Preto est une équipe cycliste brésilienne, ayant le statut d'équipe continentale entre 2019 et 2020.

## São Francisco Saúde-SME Ribeirão Preto en 2020[1]
| Cycliste                        | Date de naissance | Nationalité | Équipe 2019                                   |  |
| ------------------------------- | ----------------- | ----------- | --------------------------------------------- |  |
| Rafael Andriato                 | 20 octobre 1987   | Brésil      | São Francisco Saúde-Blabin-SME Ribeirão Preto |  |
| Felipe Aparecido Brito Ronzani  | 30 mars 2000      | Brésil      | São Francisco Saúde-Blabin-SME Ribeirão Preto |  |
| Matheus Antônio Da Silva Braz   | 27 mai 1999       | Brésil      |                                               |  |
| Thiago Duarte Nardon            | 8 juillet 1988    | Brésil      |                                               |  |
| Alessandro Ferreira Guimarães   | 3 juillet 1995    | Brésil      | São Francisco Saúde-Blabin-SME Ribeirão Preto |  |
| Leonardo Henrique Finkler       | 26 juin 1999      | Brésil      | São Francisco Saúde-Blabin-SME Ribeirão Preto |  |
| Andre Eduardo Gohr              | 15 août 1996      | Brésil      |                                               |  |
| Renan Ladewig Quadri            | 16 mars 2001      | Brésil      |                                               |  |
| Marcos Levy Nascimento Da Matta | 7 juin 2001       | Brésil      |                                               |  |
| João Pedro Rossi                | 2 octobre 1999    | Brésil      | São Francisco Saúde-Blabin-SME Ribeirão Preto |  |
| Pedro Guillherme Volpato Rossi  | 21 mars 2000      | Brésil      |                                               |  |